# Johann Peter Uz
Johann Peter Uz, né le 3 octobre 1720 à Ansbach où il est mort le 12 mai 1796, est un poète allemand.

## Biographie
À l’université de Halle où il étudia le droit de 1739 à 1743, il se lia aux poètes Gleim et Götz et traduisit les odes d’Anacréon (1746) avec ce dernier. Magistrat dans sa ville natale et à Nuremberg, Uz se fit un nom comme poète lyrique. Dans ses odes, qui ont du mouvement, de l’harmonie, il traite volontiers des sujets patriotiques. Celles intitulées l’Allemagne opprimée et Aux Allemands sont reproduites dans divers recueils de lecture. Ses chants religieux ont été jugés avec beaucoup de faveur par Klopstock.
Uz a publié aussi avec succès un poème didactique, la Théodicée (1755), d’après les idées mêmes de Gottfried Wilhelm Leibniz ; des Épitres, dont quelques-unes intéressent l’histoire littéraire ; un poème comique, der Sieg des Liebesgottes (la Victoire du dieu de l’amour), dont on cite de curieux passages, dirigés contre le lyrisme exagéré de Klopstock et l’imitation de Milton, à la mode dans l’école de Bodmer.
Les Œuvres d’Uz (Sämmtliche Werke ; Vienne, 1801, 2 vol. ; Stuttgart, 1890) ont été publiées par Weiße.

## Source
- Gustave Vapereau, Dictionnaire universel des littératures, Paris, Hachette, 1876, p. 2007-2008